# Waterral
De waterral (Rallus aquaticus) is een vogel uit de familie van de rallen (Rallidae).

## Kenmerken
De waterral wordt ongeveer 22 tot 28 cm lang. Het verenkleed bestaat uit een kastanjebruine bovenzijde met zwarte strepen en een blauwgrijze onderzijde met gestreepte flanken en een witte onderstaart. Verder heeft de vogel een lange, dunne snavel, rode ogen en rozebruine poten.

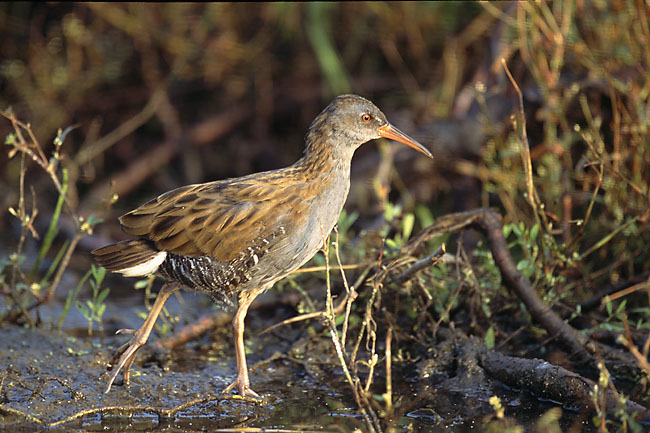
Waterral

## Leefwijze
Het voedsel bestaat uit insecten, spinnen, regenwormen, zoetwaterkreeftjes, plantenwortels, zaden, bessen, visjes en kikkers.

## Voortplanting
Het legsel bestaat uit vijf tot twaalf vuilwitte tot licht geelbruine eieren met roodbruine vlekjes, die worden gelegd in een nest, gemaakt van riet.

## Verspreiding en leefgebied
Waterrallen komen in bijna heel Europa het hele jaar voor. In delen van Polen, Rusland en Finland komt het dier echter alleen 's zomers voor. De vogel leeft verborgen bij oevers en in dichtbegroeide rietmoerassen.
De soort telt drie ondersoorten:
- R. a. hibernans: IJsland.
- R. a. aquaticus: Europa, noordelijk Afrika en westelijk Azië.
- R. a. korejewi: van het Aralmeer en Iran tot noordwestelijk China en Kashmir.

## Video
- Roepende waterral